# Федерация футбола Туркменистана
Федерация футбола Туркменистана (туркм. Türkmenistanyň Futbol Federasiýasy, сокр. TFF) — туркменская национальная футбольная организация, член ФИФА и Азиатской конфедерации футбола. Главная цель её деятельности — содействие в развитии и популяризации футбола в Туркменистане. ФФТ занимается организацией игр чемпионата Туркменистана, организует игры сборной страны, также занимается развитием детско-юношеского футбола.

## История
Образована в 1992 году. В 1994 году была принята в ФИФА, которая регистрирует все матчи национальных сборных команд всех стран — членов ФИФА. Сборная Туркменистана нового созыва свои первые матчи провела в 1992 году, эти матчи ФИФА зарегистрировала на основе того, что, хотя Федерация футбола Туркменистана была принята в члены ФИФА в 1994 году, сборной Туркменистана было разрешено с 1992 года участвовать в турнирах, проводимых под эгидой ФИФА. Также в 1994 году федерация принята в АФК.
В марте 2003 года на внеочередной конференции Федерация футбола Туркменистана преобразована в Ассоциацию. В результате тайного голосования, председателем Ассоциации футбола Туркменистана большинством голосов избран Аллаберды Мамметкулиев.
В марте 2007 года президенты ФИФА Йозеф Блаттер и АФК Мохамед Бин Хаммам открыли в столице Туркменистана Дом футбола — нового офиса Ассоциации футбола Туркменистана, который расположился в одном из элитных домов в южной части Ашхабада.
В мае 2008 года на должность председателя Федерации футбола Туркменистана была выдвинута кандидатура хякима Ашхабада Дерьягельды Оразова. Других предложений не последовало, в результате, процедура голосования отпала сама собой, и председателем был избран Оразов.
В мае 2012 года на должность председателя Федерации футбола Туркменистана была выдвинута кандидатура заместителя Председателя Кабинета Министров Сапардурды Тойлыева, которую поддержали все делегаты конференции. В ходе конференции была утверждена новая эмблема.

## Президенты
- Аллаберды Мамметкулиев (март 2003 — май 2008)
- Дерьягельды Оразов[4] (май 2008 — май 2012)
- Сапардурды Тойлыев[5] (май 2012—2018)
- Пурли Нурмамедович Агамурадов (2018—2021)
- Арслан Айназаров (с 2021)

## Сборная Туркменистана
Принимала участие в отборочных играх чемпионатов мира — 1998—2018 гг. Результаты: 3 место в отборочной группе в 1997 году; 2 место — в 2001 году.  Дважды  принимала участие в Азиатских играх — 1994 г. (Япония) и 1998 г. (Таиланд) и занимала 8 место на этих играх. 